# Irene Scharrer
Irene Scharrer (* 2. Februar 1888 in London; † 11. Januar 1971 ebenda) war eine englische Pianistin.
Scharrer war Schülerin von Tobias Matthay und studierte an der Royal Academy of Music. 1904 spielte sie mit Myra Hess Webers Aufforderung zum Tanz in einem Arrangement von Paul Corder für zwei Klaviere. Dies war der Anfang einer langjährigen Zusammenarbeit beider Pianistinnen als Klavierduo.
Als Solistin debütierte Scharrer sechzehnjährig in der Wigmore Hall mit Chopins zweiter Klaviersonate. 1914 trat sie in der Queen’s Hall unter der Leitung von Landon Ronald mit Schumanns und Tschaikowskis Klavierkonzert auf. Konzertreisen führten sie nach Frankreich, Holland, Belgien, Skandinavien und in die USA. In Deutschland trat sie unter Hans Richter und Arthur Nikisch in Leipzig und Berlin auf.
Bereits 1909 spielte Scharrer die ersten Aufnahmen für die Gramophone Company ein. Aus der Zeit vor dem Ersten Weltkrieg existieren Aufnahmen mit den Etüden von Chopin, Franz Liszts Ungarischer Rhapsodie, Sonaten von Domenico Scarlatti und den Five Variations on It’s a long way to Tipperary von Arthur Murray Goodhart. In den 1920er Jahren nahm Scharrer Klavierwerke von Scarlatti, Henry Purcell und William Boyce sowie eine komplette Klaviersonate Mozarts auf.
1929 wechselte sie zu Columbia Records, wo sie viele ihrer früheren Aufnahmen erneut einspielte, dazu noch Liszts Paraphrase über Rigoletto, das Andante and Rondo Capriccioso von Mendelssohn Bartholdy und das Scherzo aus Henry Litolffs Concerto Symphonique. Mitte der 1930er Jahre entstanden die letzten Plattenaufnahmen.
| Personendaten    | Personendaten       |
| ---------------- | ------------------- |
| NAME             | Scharrer, Irene     |
| KURZBESCHREIBUNG | englische Pianistin |
| GEBURTSDATUM     | 2. Februar 1888     |
| GEBURTSORT       | London              |
| STERBEDATUM      | 11. Januar 1971     |
| STERBEORT        | London              |